# Тихменьов Федір Іванович
Федір Іванович Тихменьов (рос. Федор Иванович Тихменев; 1890, с. Шерагул, Нижнєудинський повіт, Іркутська губернія, Російська імперія, — 1982, Томськ, СРСР) — російський письменник, політв'язень.

## Життєпис
Народився Федір Тихменьов у сім'ї сільського шевця. У 1908 році закінчив Іркутську вчительську семінарію. Працював сільським учителем. У 1914 році був мобілізований в армію. Закінчив Іркутське військове училище. У 1917 році в боях під Ригою отримав поранення в груди і параліч лівої руки. Евакуйований був у Іркутський шпиталь, де його застало повстання Чехословацького корпусу. 
Восени 1917 року був насильно мобілізований в колчаківську армію, та як однорукий інвалід направлений для нестройової служби писарем. У кінці листопада 1919 року 55-й полк, У якому служив Федір Тихменьов, оголосив себе повстанським. У місто Канськ увійшли партизани. До приходу Червоної Армії Тихменьов був помічником начальника гарнізону з політпросвітроботи. 
Після громадянської війни Тихменьов працював викладачем У школах Канська. У журналі «Сибірські вогні» надрукував оповідання «Миленький» та повість «Сам по собі».
Федір Тихменьов працював завідувачем Томського відділення книгоцентрів «Об'єднання державних книжно-журнальних видавництв». Був заарештований 4 травня 1933 року за вигаданим звинуваченням у «створенні контрреволюційного осередку серед співробітників книгоцентру». Отримав 22 роки заслання, відбував покараня в таборах Крайньої Півночі. Федір Тихменьов не любив говорити про 22 роки таборів. Звільнений у 1955 році. Реабілітований 3 листопада 1955 року. 
Часам репресій присвячена його повість «Через незрозуміле». Вона увійшла в посмертний однотомник Тихменьова «Друга колія» (2003), який підготував і допоміг видати письменник, професор, депутат кількох скликань Думи міста Томська Пічурін Лев Федорович.